# Pöide
Pöide (in tedesco Peude) era un comune rurale dell'Estonia occidentale, nella contea di Saaremaa. Il centro amministrativo era la località (in estone küla) di Tornimäe.
È stato soppresso nel 2017 in seguito alla fusione di tutti i comuni dell'isola nel nuovo comune di Saaremaa.

## Località
Oltre al capoluogo il comune comprende altre 29 località:
Ardla - Are - Iruste - Kahutsi - Kakuna - Kanissaare - Kärneri - Keskvere - Koigi - Kõrkvere - Kübassaare - Leisi - Levala - Metsara - Mui - Muraja - Neemi - Nenu - Oti - Puka - Pöide - Reina - Sundimetsa - Talila - Tornimäe - Ula - Unguma - Uuemõisa - Välta - Veere